# Sphodromantis pardii
Sphodromantis pardii é uma espécie de louva-a-deus da família dos Mantidae, sendo encontrados na Somália.